# Oxyagrion zielmae
Oxyagrion zielmae – gatunek ważki z rodziny łątkowatych (Coenagrionidae).